# Zeilen op de Olympische Zomerspelen 2024
Zeilen was een van de sporten die werden beoefend tijdens de Olympische Zomerspelen 2024 in Parijs. De wedstrijden vonden van 28 juli tot en met 8 augustus plaats voor de kust van Marseille in de Middellandse Zee. De Roucas-Blanc Marina, voor deze gelegenheid gerenoveerd en omgedoopt tot 'Marseille Marina', was de thuishaven van het olympische zeiltoernooi.
Vergeleken met de vorige editie van de spelen was het aantal deelnemers verlaagd van 350 naar 330. In zijn streven naar meer gelijkheid tussen mannen en vrouwen had het Internationaal Olympisch Comité (IOC) de 470-klasse voor mannen vervangen door de 470-klasse met een gemengde bezetting. Daarnaast waren er twee nieuwe klassen voor beide geslachten geïntroduceerd: IQFoil, die RS:X verving en Formula Kite.  Hiermee waren er nu vier klassen voor mannen, vier voor vrouwen en twee gemengde klassen. De klassen Laser en Laser Radial dragen sinds het wereldkampioenschap zeilen in 2023 de namen ILCA 7 en ILCA 6

## Kwalificatie
Er namen 330 zeilers deel aan de wedstrijden, 165 vrouwen en 165 mannen. Elk land mocht maximaal een boot per klasse afvaardigen, wat neerkomt op een maximum van twaalf deelnemers per land. Gastland Frankrijk mocht in elke klasse een boot afvaardigen. Het belangrijkste kwalificatietoernooi waren de wereldkampioenschappen zeilen 2023 in Scheveningen, waar 40% van de quotaplaatsen te verdienen waren. De overige 60% van de quotaplaatsen werden grotendeels verdeeld tijdens de wereldkampioenschappen van 2024 en verschillende continentale kwalificatietoernooien.

### Mannen
| Boot         | WK2023 | WK2024 | AFR | AZI | EUR | N-A | Z-A | OCE | LKT | ENP | Gastland | TRI | Totaal | Totaal  |
| Boot         | WK2023 | WK2024 | AFR | AZI | EUR | N-A | Z-A | OCE | LKT | ENP | Gastland | TRI | Boten  | Atleten |
| ------------ | ------ | ------ | --- | --- | --- | --- | --- | --- | --- | --- | -------- | --- | ------ | ------- |
| IQFoil       | 11     | 0      | 1   | 1   | 1   | 1   | 1   | 1   | 5   | 1   | 1        | 0   | 24     | 24      |
| Formula Kite | 8      | 0      | 1   | 1   | 1   | 1   | 1   | 1   | 5   | 0   | 1        | 0   | 20     | 20      |
| ILCA 7       | 16     | 7      | 2   | 3   | 2   | 2   | 2   | 2   | 3   | 1   | 1        | 2   | 43     | 43      |
| 49er         | 10     | 0      | 1   | 1   | 1   | 1   | 1   | 1   | 3   | 0   | 1        | 0   | 20     | 40      |
| Totaal       | 45     | 7      | 5   | 6   | 5   | 5   | 5   | 5   | 16  | 2   | 4        | 2   | 107    | 127     |

### Vrouwen
| Boot         | WK2023 | WK2024 | AFR | AZI | EUR | N-A | Z-A | OCE | LKT | ENP | Gastland | TRI | Totaal | Totaal  |
| Boot         | WK2023 | WK2024 | AFR | AZI | EUR | N-A | Z-A | OCE | LKT | ENP | Gastland | TRI | Boten  | Atleten |
| ------------ | ------ | ------ | --- | --- | --- | --- | --- | --- | --- | --- | -------- | --- | ------ | ------- |
| IQFoil       | 11     | 0      | 1   | 1   | 1   | 1   | 1   | 1   | 5   | 1   | 1        | 0   | 24     | 24      |
| Formula Kite | 8      | 0      | 1   | 1   | 1   | 1   | 1   | 1   | 5   | 0   | 1        | 0   | 20     | 20      |
| ILCA 6       | 16     | 7      | 2   | 3   | 2   | 2   | 2   | 2   | 3   | 1   | 1        | 2   | 43     | 43      |
| 49erFX       | 10     | 0      | 1   | 1   | 1   | 1   | 1   | 1   | 3   | 0   | 1        | 0   | 20     | 40      |
| Totaal       | 45     | 7      | 5   | 6   | 5   | 5   | 5   | 5   | 16  | 2   | 4        | 2   | 107    | 127     |

### Gemengd
| Boot     | WK2023 | WK2024 | AFR | AZI | EUR | N-A | Z-A | OCE | LKT | ENP | Gastland | TRI | Totaal | Totaal  |
| Boot     | WK2023 | WK2024 | AFR | AZI | EUR | N-A | Z-A | OCE | LKT | ENP | Gastland | TRI | Boten  | Atleten |
| -------- | ------ | ------ | --- | --- | --- | --- | --- | --- | --- | --- | -------- | --- | ------ | ------- |
| 470      | 8      | 0      | 1   | 1   | 1   | 1   | 1   | 1   | 4   | 0   | 1        | 0   | 19     | 38      |
| Nacra 17 | 9      | 0      | 1   | 1   | 1   | 1   | 1   | 1   | 3   | 0   | 1        | 0   | 19     | 38      |
| Totaal   | 17     | 0      | 2   | 2   | 2   | 2   | 2   | 2   | 7   | 0   | 2        | 0   | 38     | 76      |

## Programma
De wedstrijden beginnen elke dag vanaf 12:00 (MEZT).
|  | Wedstrijden | Goud | Finale/medaillerace |

| Mannen       |  |  |  |  |      |      |  |  |  |      |      |      |
| IQFoil       |  |  |  |  |      | Goud |  |  |  |      |      |      |
| Formula Kite |  |  |  |  |      |      |  |  |  |      |      | Goud |
| ILCA 7       |  |  |  |  |      |      |  |  |  | Goud |      |      |
| 49er         |  |  |  |  | Goud |      |  |  |  |      |      |      |
| Vrouwen      |  |  |  |  |      |      |  |  |  |      |      |      |
| IQFoil       |  |  |  |  |      | Goud |  |  |  |      |      |      |
| Formula Kite |  |  |  |  |      |      |  |  |  |      |      | Goud |
| ILCA 6       |  |  |  |  |      |      |  |  |  | Goud |      |      |
| 49er FX      |  |  |  |  | Goud |      |  |  |  |      |      |      |
| Gemengd      |  |  |  |  |      |      |  |  |  |      |      |      |
| 470          |  |  |  |  |      |      |  |  |  |      | Goud |      |
| Nacra 17     |  |  |  |  |      |      |  |  |  |      | Goud |      |

## Medailles

### Medaillewinnaars
Mannen
| Onderdeel    | Goud | Goud                        | Zilver | Zilver                          | Brons | Brons                   |
| ------------ | ---- | --------------------------- | ------ | ------------------------------- | ----- | ----------------------- |
| IQFoil       | ISR  | Tom Reuveny                 | AUS    | Grae Morris                     | NED   | Luuc van Opzeeland      |
| Formula Kite | AUT  | Valentin Bontus             | SLO    | Toni Vodišek                    | SGP   | Maximilian Maeder       |
| ILCA 7       | AUS  | Matthew Wearn               | CYP    | Pavlos Kontides                 | PER   | Stefano Peschiera       |
| 49er         | ESP  | Diego Botín Florián Trittel | NZL    | Isaac McHardie William McKenzie | USA   | Ian Barrows Hans Henken |

Vrouwen
| Onderdeel    | Goud | Goud                            | Zilver | Zilver                       | Brons | Brons                         |
| ------------ | ---- | ------------------------------- | ------ | ---------------------------- | ----- | ----------------------------- |
| IQFoil       | ITA  | Marta Maggetti                  | ISR    | Sharon Kantor                | GBR   | Emma Wilson                   |
| Formula Kite | GBR  | Ellie Aldridge                  | FRA    | Lauriane Nolot               | NED   | Annelous Lammerts             |
| ILCA 6       | NED  | Marit Bouwmeester               | DEN    | Anne-Marie Rindom            | NOR   | Line Flem Høst                |
| 49erFX       | NED  | Odile van Aanholt Annette Duetz | SWE    | Vilma Bobeck Rebecca Netzler | FRA   | Sarah Steyaert Charline Picon |

Gemengd
| Onderdeel | Goud | Goud                        | Zilver | Zilver                        | Brons | Brons                          |
| --------- | ---- | --------------------------- | ------ | ----------------------------- | ----- | ------------------------------ |
| 470       | AUT  | Lara Vadlau Lukas Mähr      | JPN    | Keiju Okada Miho Yoshioka     | SWE   | Anton Dahlberg Lovisa Karlsson |
| Nacra 17  | ITA  | Ruggero Tita Caterina Banti | ARG    | Mateo Majdalani Eugenia Bosco | NZL   | Micah Wilkinson Erica Dawson   |

### Medaillespiegel
| Plaats | Land             | NOC    | Goud | Zilver | Brons | Totaal |
| ------ | ---------------- | ------ | ---- | ------ | ----- | ------ |
| 1      | Nederland        | NED    | 2    | 0      | 2     | 4      |
| 2      | Italië           | ITA    | 2    | 0      | 0     | 2      |
| 2      | Oostenrijk       | AUT    | 2    | 0      | 0     | 2      |
| 4      | Israël           | ISR    | 1    | 1      | 0     | 2      |
| 4      | Australië        | AUS    | 1    | 1      | 0     | 2      |
| 6      | Groot-Brittannië | GBR    | 1    | 0      | 1     | 2      |
| 7      | Spanje           | ESP    | 1    | 0      | 0     | 1      |
| 8      | Frankrijk        | FRA    | 0    | 1      | 1     | 2      |
| 8      | Nieuw-Zeeland    | NZL    | 0    | 1      | 1     | 2      |
| 8      | Zweden           | SWE    | 0    | 1      | 1     | 2      |
| 11     | Argentinië       | ARG    | 0    | 1      | 0     | 1      |
| 11     | Denemarken       | DEN    | 0    | 1      | 0     | 1      |
| 11     | Cyprus           | CYP    | 0    | 1      | 0     | 1      |
| 11     | Japan            | JPN    | 0    | 1      | 0     | 1      |
| 11     | Slovenië         | SLO    | 0    | 1      | 0     | 1      |
| 16     | Noorwegen        | NOR    | 0    | 0      | 1     | 1      |
| 16     | Peru             | PER    | 0    | 0      | 1     | 1      |
| 16     | Singapore        | SGP    | 0    | 0      | 1     | 1      |
| 16     | Verenigde Staten | USA    | 0    | 0      | 1     | 1      |
| Totaal | Totaal           | Totaal | 10   | 10     | 10    | 30     |

Athene 1896 · 
Parijs 1900 · 
St. Louis 1904 · 
Londen 1908 · 
Stockholm 1912 · 
Antwerpen 1920 · 
Parijs 1924 · 
Amsterdam 1928 · 
Los Angeles 1932 · 
Berlijn 1936 · 
Londen 1948 · 
Helsinki 1952 · 
Melbourne 1956 · 
Rome 1960 · 
Tokio 1964 · 
Mexico-stad 1968 · 
München 1972 · 
Montréal 1976 · 
Moskou 1980 · 
Los Angeles 1984 · 
Seoel 1988 · 
Barcelona 1992 · 
Atlanta 1996 · 
Sydney 2000 · 
Athene 2004 · 
Peking 2008 · 
Londen 2012 · 
Rio de Janeiro 2016 · 
Tokio 2020 · 
Parijs 2024 · 
Los Angeles 2028

Medaillewinnaars
Atletiek · Badminton · Basketbal · Boksen · Boogschieten · Breaking · Gewichtheffen · Golf · Gymnastiek · Handbal · Hockey · Judo · Kanovaren · Klimsport · Moderne vijfkamp · Paardensport · Roeien · Rugby · Schermen · Schietsport · Schoonspringen · Skateboarden  · Surfen · Synchroonzwemmen · Taekwondo · Tafeltennis · Tennis · Triatlon · Voetbal · Volleybal · Waterpolo · Wielersport · Worstelen · Zeilen · Zwemmen